# Алі-Чак
Алі-Чак (англ. Ali Chuk) — переписна місцевість (CDP) в США, в окрузі Піма штату Аризона. Населення — 119 осіб (2020).

## Географія
Алі-Чак розташоване за координатами 31°49′1″ пн. ш. 112°33′30″ зх. д. / 31.81694° пн. ш. 112.55833° зх. д. (31.816919, -112.558394). За даними Бюро перепису населення США в 2010 році переписна місцевість мала площу 3,73 км², уся площа — суходіл.

## Демографія
Згідно з переписом 2010 року, у переписній місцевості мешкала 161 особа в 43 домогосподарствах у складі 29 родин. Густота населення становила 43 особи/км². Було 60 помешкань (16/км²).
Расовий склад населення:
| - 96,3 % — корінних американців - 0,6 % — білих - 1,2 % — осіб інших рас |

До двох чи більше рас належало 1,9 %. Частка іспаномовних становила 12,4 % від усіх жителів.
За віковим діапазоном населення розподілялося таким чином: 34,2 % — особи молодші 18 років, 57,7 % — особи у віці 18—64 років, 8,1 % — особи у віці 65 років та старші. Медіана віку мешканця становила 25,8 року. На 100 осіб жіночої статі у переписній місцевості припадало 89,4 чоловіків; на 100 жінок у віці від 18 років та старших — 82,8 чоловіків також старших 18 років.
Середній дохід на одне домашнє господарство становив 18 684 долари США (медіана — 18 661), а середній дохід на одну сім'ю — 19 244 долари (медіана — 18 553). За межею бідності перебувало 73,2 % осіб, у тому числі 82,4 % дітей у віці до 18 років та 100,0 % осіб у віці 65 років та старших.
Цивільне працевлаштоване населення становило 26 осіб. Основні галузі зайнятості: сільське господарство, лісництво, риболовля — 42,3 %, виробництво — 38,5 %, публічна адміністрація — 19,2 %.